# Streetlife Serenade
Streetlife Serenade is een album van Billy Joel uit 1974.
Het is het derde studioalbum van Joel. Het album behaalde alleen in de Verenigde Staten de hitlijsten, met plek 35 als hoogste positie. "The Entertainer" is de enige single van het album. In de Amerikaanse hitlijst behaalde dit nummer de 34e plek. Naast de reguliere uitgave is het album in 1974 in een quadrafoonversie uitgebracht. Deze versie werd in 2015 omgezet naar het SACD-formaat.

## Tracklijst
1. "Streetlife Serenader" – 5:17
2. "Los Angelenos" – 3:41
3. "The Great Suburban Showdown" – 3:44
4. "Root Beer Rag" (Instrumental)" – 2:59
5. "Roberta" – 4:32
6. "The Entertainer" – 3:48
7. "Last of the Big Time Spenders" – 4:34
8. "Weekend Song" – 3:29
9. "Souvenir" – 2:00
10. "The Mexican Connection (Instrumental)" – 3:37